# Blue Berry Hill
Blue Berry Hill – jednostka osadnicza w Stanach Zjednoczonych, w stanie Teksas, w hrabstwie Bee.